# عزلة بني سليمان (إب)
عزلة بني سليمان هي إحدى عزل مديرية حزم العدين في محافظة إب اليمنية ويبلغ تعداد سكانها 2856 نسمة حسب التعداد السكاني في اليمن لعام 2004.